# Михаил Наутлиев
Михаил (Мише, Миялче) Трайков Наутлиев е български революционер, четник и терорист на Вътрешната македонска революционна организация.

## Биография
Мише Наутлиев е роден в град Щип, тогава в Османската империя. Присъединява се към ВМРО и става войвода на организацията. На 24 февруари 1923 година четата му е открита на излизане от село Драмче, Царевоселско и започва целодневно сражение от 8 сутринта до 5 следобед. С бомби четниците успяват да разкъсат обръча и се изтеглят. Българските загуби са двама убити и един ранен – войводата Наутлиев. Сърбите дават 9 убити и няколко ранени.
През 1924 година е в четата на Панчо Михайлов. На 12 юли 1924 година четата влиза в сражение със сръбска потеря край Калиманци, при което загиват Мите Церски, Стоил Бичаклиев от Щип, Михаил Недялков, син на генерал Христо Недялков и Илия Златанов от Дулица, брат на Харалампи Златанов.
На 23 март 1943 година майка му Йордана Наутлиева от Щип подава молба за българска народна пенсия, която е одобрена и пенсията е отпусната от Министерския съвет на Царство България.